# Radoslav Selucký
Radoslav Selucký (13. června 1930 Brno – 7. března 1991 Ottawa) byl český ekonom a spisovatel. 

## Život
Po maturitě zahájil studium politické ekonomie na univerzitě v Leningradě a dokončil je v roce 1953 na Vysoké škole politických a hospodářských věd v Praze. V šedesátých letech patřil k vedoucím marxistickým autorům, vydával knihy z oborů ekonomie (Ekonomika, morálka, život, Člověk a hospodářství, Každému chléb, každému růže: čtení o komunismu) a sociologie (Člověk a jeho volný čas). Největší čtenářský ohlas měla kniha Západ je západ, v níž fejetonistickým způsobem shrnul své postřehy z cest po západní Evropě. Přispíval do časopisu Kulturní tvorba, byl dramaturgem Filmového studia Barrandov a obdržel Cenu Svazu československých televizních a filmových umělců. Patřil k zastáncům Pražského jara 1968 a po jeho potlačení odešel do exilu. Žil v Kanadě a přednášel na University of Ottawa. Vydal knihu vzpomínek Východ je východ.